# Lydia Wanyoto Mutende

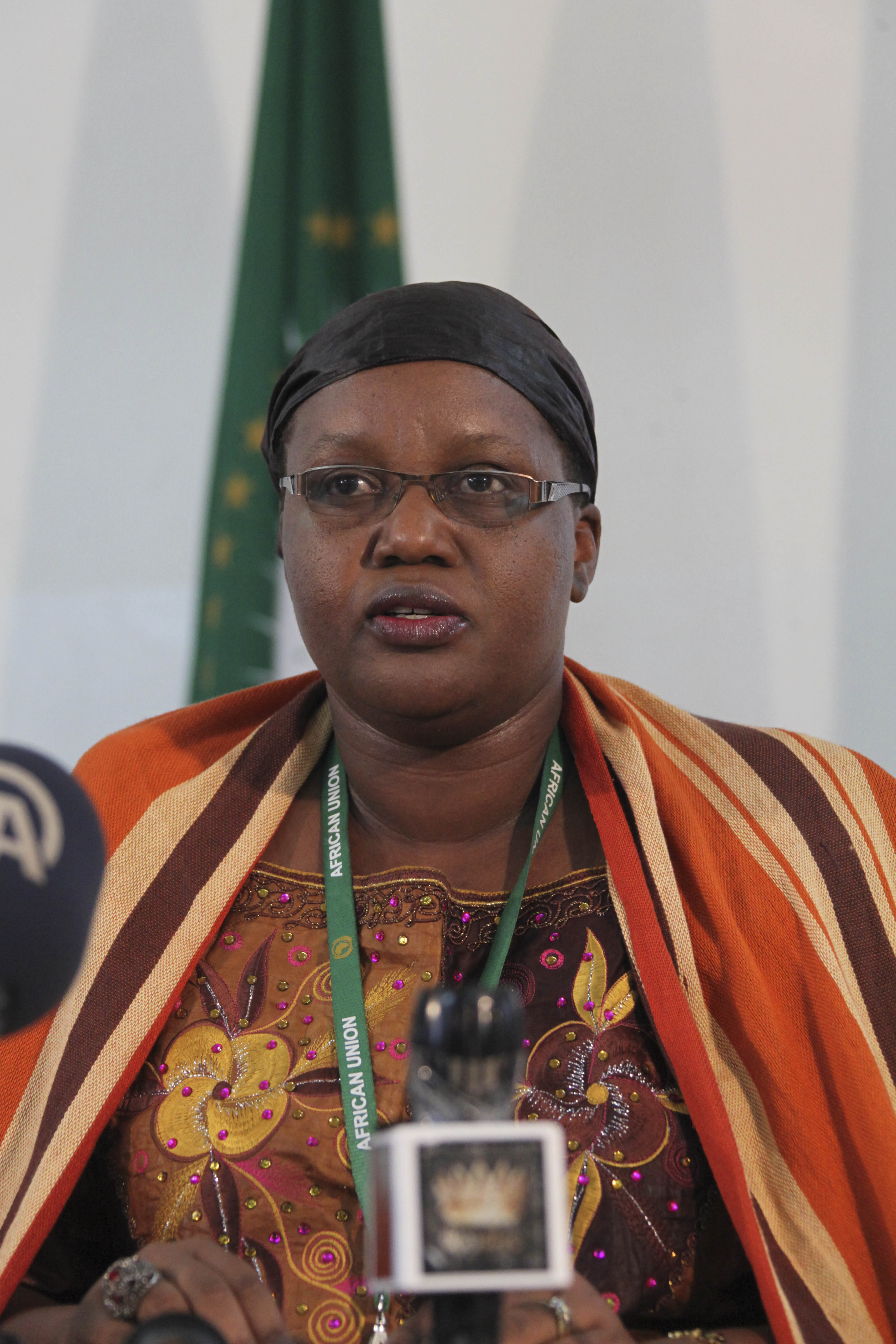
Lydia Wanyoto Mutende als Kommissarische Leiterin der AMISOM während einer Pressekonferenz in Mogadischu.

Lydia Wanyoto Mutende (* 1974), oft jedoch nur Lydia Wanyoto, ist eine ugandische Politikerin und Diplomatin. Sie war bis 2017 African Union Deputy Special Representative of the Chairperson of the African Union Commission und leitete zwischen Juli und August 2014 kommissarisch die AMISOM, da der bisherige Leiter Mahamat Saleh Annadif von seinem Posten zurückgetreten ist.
Mutende hat einen Bachelor of Laws und ein Bachelor of Education languages in Englischer Literatur, Englische Sprachen, Französisch und Swahili. Danach hat sie einen Master in Frauen und Geschlechterstudien und noch ein Master in Menschenrechten erhalten. Als Postgraduierte ist sie an die Johns Hopkins University in Baltimore gegangen und hat dort zu Beziehungen in den Medien studiert. Als weiteres ging sie nach Pretoria zu einer Postgraduiertenausbildung über Informationen, Bildung und Kommunikation sowie Massenkommunikation besucht. Schlussendlich hat sie ihre postgradualen Studien am Eastern and Southern African Management Institute (ESAMI) in Arusha über Themen in den Bereichen Internationaler Handel und Internationales Recht abgeschlossen.
Mutende war von 2001 bis 2012 Mitglied des East African Legislative Assembly (EALA) und hatte dort in folgenden Komitees den Vorsitz geführt: Komitee für allgemeine Angelegenheiten im Sektor soziale Entwicklung, Komitee für Budget und Finanzen, Komitee für geschlechterspezifische und soziale Entwicklung, Komitee für Interessensgruppen, marginalisierte Gemeinden und Gruppen, dem interparlamentarischen East-African-Community-Komitee für Gesundheit, Bevölkerung und Entwicklung, Komitee für Landwirtschaft, Tourismus und natürliche Ressourcen und dem Komitee für Medien und Publikationen der EALA. Im Zeitraum von 1997 bis 2008 war sie als Wahlbeobachterin in Kenia, Tansania, Ruanda sowie in Ghana eingesetzt worden.
Nach ihrer Zeit bei der East African Legislative Assembly wurde sie African Union Deputy Special Representative of the Chairperson of the African Union Commission und am 2. Juli 2014 kommissarische Leiterin der AMISOM bis Maman Sambo Sidikou sein Amt im August 2014 antrat. Am 19. August 2017 trat sie aus der AMISOM aus, da ihr Vertrag ausgelaufen waur und ihr Nachfolger, Simon Mulongo trat das Amt an.
Wanyoto versuchte zwei Mal einen Sitz als Mitglied der National Resistance Movement für das Ugandische Parlament zu erhalten. Bei der Primaries zur Parlamentswahl 2016 verlor sie gegen Connie Nakayenze Galiwango, welche später den Frauensitzt für die Stadt Mbale erhielt. Zu den Parlamentswahlen 2021 konnte Wanyoto sich in den Primaries gegen Galiwongo durchsetzen. Galiwongo hat sich dann aber erfolgreich als Unabhängige Kandidatin in der General Election ihren Parlamentssitz verteidigt. Wanyoto versuchte das Wahlergebnis per Gerichtsentscheid zu kippen verlor jedoch sowohl in der ersten als auch in der zweiten Instanz.

## Privates
Mutende ist die Witwe des ehemaligen State Minister of Industry James Shinyabulo Mutende, welcher am 3. Oktober 2015 53-jährig verstarb.